# باشگاه فوتبال دالاس راکتس
ریچاردسون راکتس یک باشگاه فوتبال مستقر در ریچاردسون، تگزاس، ایالات متحده آمریکا، حومه دالاس بود. این باشگاه بعدا به دالاس راکتس تغییر نام داد.